# Concordia Schweizerische Kranken- und Unfallversicherung
Die Concordia-Gruppe mit Sitz in Luzern ist ein auf die Krankenversicherung und private Vorsorge spezialisierter Schweizer Versicherungskonzern. Die Unternehmensgruppe ist unter dem Dach des nicht-profitorientierten Vereins Concordia Schweizerische Kranken- und Unfallversicherung organisiert.
Die Concordia (Eigenschreibweise: CONCORDIA) zählt rund 700'000 Grundversicherte und erzielte 2023 mit 1'400 Mitarbeitenden einen Umsatz von 2.9 Milliarden Schweizer Franken. Der Versicherer ist mit rund 190 Agenturen und Geschäftsstellen in der Schweiz vertreten. Zusätzlich verfügt die Concordia über eine Landesvertretung im Fürstentum Liechtenstein.

## Tätigkeitsgebiet
Die Krankenversicherung mit Grund- und Zusatzversicherung sowie die private Vorsorge bilden das Kerngeschäft der Concordia-Gruppe. Es wird geführt durch die beiden Aktiengesellschaften Concordia Schweizerische Kranken- und Unfallversicherung AG und Concordia Versicherungen AG.
Die Concordia Schweizerische Kranken- und Unfallversicherung AG führt die Grundversicherung und die freiwillige Taggeldversicherung nach dem schweizerischen Krankenversicherungsgesetz (KVG) durch, sowie die obligatorische Krankenversicherung, die freiwilligen Zusatzversicherungen und das Krankengeld nach liechtensteinischem Gesetz über die Krankenversicherung. Die Concordia Versicherungen AG bietet Krankenzusatzversicherungen und Vorsorgelösungen nach schweizerischem Versicherungsvertragsgesetz (VVG) an.
Der Konzern verfügt über eine Holdingstruktur. Zur Holding der Concordia-Gruppe gehören neben den beiden operativ tätigen Versicherungsgesellschaften auch zwei Stiftungen und mehrere Unternehmen, an denen die Concordia beteiligt ist. Darunter fallen Gesellschaften im Bereich der Unfallversicherung, der medizinischen Versorgung sowie ein Hotel. Das oberste Dach der Gruppe bildet der nicht-profitorientierte Verein Concordia Schweizerische Kranken- und Unfallversicherung.

## Geschichte
In der zweiten Hälfte des 19. Jahrhunderts zogen viele Menschen vom Land in schnell wachsende, stadtnahe Arbeiterquartiere, um dort in den Fabriken zu arbeiten. Wurde ein Arbeiter krank, bekam er keinen Lohn mehr. So verelendeten ganze Familien. Aus diesem Grund wurden zahlreiche konfessionelle Hilfs- und Betriebskrankenkassen gegründet, die den Arbeitern im Krankheitsfall eine Entschädigung zahlten. Aus dem Krankenkassenverband des schweizerischen katholischen Volksvereins, der solche Kassen unter sich vereinigte, ging 1913 die Concordia hervor. Mit der Einführung des Kranken- und Unfallversicherungsgesetzes (KUVG) nahm sie 1914 ihre Geschäftstätigkeit auf. Seit ihren Anfängen ist die Concordia kontinuierlich gewachsen. Im Jahr 2007 übertrug der Verein das Krankenversicherungsgeschäft auf die neu gegründete Aktiengesellschaft mit gleichem Namen; der Verein behielt dabei als Alleinaktionär die Kontrolle. Heute gehört die Concordia zu den grössten Krankenversicherern der Schweiz. Im Fürstentum Liechtenstein ist sie Marktführerin.